# Datha
Datha fou un estat tributari protegit de l'Índia a l'agència de Kathiawar, a la presidència de Bombai. Tenia una superfície aproximada de 132 km² i una població (1881) de 9.352 habitants. Estava format per 26 pobles, amb dos tributaris separats.
Els ingressos el 1881 s'estimaven en 2300 lliures i se'n pagaven 509 com a tribut al Gaikwar de Baroda i 29 al nawab de Junagarh. No s'ha de confondre amb l'estat de Datia al Bundelkhand.